# Velofaryngeale disfunctie
Velofaryngeale disfunctie (vaak afgekort als VPI) is een defect aan het velofaryngeale mechanisme dat verantwoordelijk is voor de overdracht van geluidsenergie en luchtdruk in de mond en neus. Wanneer dit mechanisme afwijkingen vertoont wordt de nasofarynx meestal niet goed afgesloten van de farynx. Wanneer de afwijking meer in het bijzonder de spieren van het zachte gehemelte betreft, wordt specifiek gesproken van velofaryngeale incompetentie. 

## Oorzaken
Velofaryngeale disfunctie kan een aangeboren afwijking zijn of door uitwendige factoren zijn veroorzaakt. De belangrijkste oorzaak van velofaryngeale disfunctie is een gespleten gehemelte. Andere oorzaken kunnen bijvoorbeeld neurogenetisch van aard zijn of het gevolg zijn van een tumor, een beroerte of dysartrie.

## Behandeling
Mogelijke behandelingen zijn het verwijderen van zachte weefsels (zie ook uvulopalatofaryngoplastiek) of het kunstmatig in de nasofarynx aanbrengen van nieuw kraakbeen. 